# Cmentarz Wielkich
Cmentarz Wielkich (hiszp. Cementerio de los Ilustres) – cmentarz znajdujący się w San Salvador i wraz z Cmentarzem La Barmeja tworzący Cmentarz Generalny w San Salwador. Jest miejscem pochówku prominentych rodzin stolicy Salwadoru oraz wielu wybitnych postaci z historii tego kraju m.in. Schafika Handala, Roberto D’Aubuissona i Agustína Barrios Mangoré.
Znajdują się tam okazałe nagrobki wykonane z białego marmuru, częstokroć wykonane w Europie i będące dziełem takich artystów jak Francisco Durini.